# Никитский, Николай Николаевич
Николай Николаевич Никитский (1921—1995) — советский актёр и эстрадный певец.

## Биография
Родился 19 декабря 1921 года в Москве. Его отец — Николай Иванович Никитский, окончив МГУ, стал адвокатом; мать — Вера Ивановна Корнеева, училась в Елизаветинском институте благородных девиц, любила музыку, брала уроки у С. В. Рахманинова.
После окончания школы хотел поступить в Театральный институт на отделение режиссуры оперного искусства, но помешала Великая Отечественная война. Добровольцем ушел на фронт, был контужен и ранен, воевал до конца войны. После демобилизации, в 1945 году, поступил в ГИТИС на курс актёрского мастерства В. В. Готовцева. Окончил институт в 1951 году с дипломом артиста театра и кино.
Работал актёром в Сталинабадском (с 1961 года — Душанбинском) драматическом театре имени Маяковского и Минском русском театре имени Горького.
Как певец проявил себя в эстрадной группе при Центральном доме культуры железнодорожников, где впервые исполнил свои самые известные песни — «Пчёлка и бабочка» и «Светлячок» («Рио-де-Жанейро»). В 1956—1957 годах сделал серию грамзаписей в студии Ленинградской артели «Пластмасс». Один из первых на советской эстраде пропагандистов песен разных стран мира и исполнения песен на иностранных языках («Мари Визон», «Хуанита Бенита», «Японские ботинки», «Хорошо» и другие). Считается первым из советских исполнителей, легально выпустившим пластинку в стиле буги-вуги («Главное-это ритм», кавер-версия песни «Mackie-boogie» композитора Michael Jary, ФРГ).
Поздний репертуар певца составляли в основном романсы. В 1988 году на фирме «Мелодия» был выпущен первый альбом Никитского — «Помнишь, осенней порой».
Умер 12 июня 1995 года в Москве. Похоронен на 96-м участке Митинского кладбища.

## Фильмография
- 1993 год — «Если бы знать…» − певец
- 1974 год — «Скворец и Лира» − промышленник
- 1973 год — «Я — граница» − полковник Заозёрный
- 1970 год — «Судьба резидента» − эпизод
- 1970 год — «Пятёрка отважных» − фокусник-гипнотизер
- 1970 год — «Денискины рассказы» − рассеянный гроссмейстер
- 1969 год — «Разоблачение» − Кедрин